# 高岳街道
高岳街道，是中华人民共和国安徽省淮北市杜集区下辖的一个乡镇级行政单位。

## 行政区划
高岳街道下辖以下地区：
岱河矿岱北社区、岱河矿岱西社区、岱河矿岱东社区、水泥厂社区、三二五队社区、海孜留守处社区、高岳社区、博庄社区、刘庄社区、徐暨村、韩楼村、任庄村、双楼村、李洼村和孙庄村。